# Túrós gombóc
A túrós gombóc egy magyar tésztaétel. A főételek egyikeként tartják számon. Receptje megegyezik a szilvás gombócéval, csak ennél az ételnél a gombócokat szilva helyett ízesített túróval vagy túró alapú krémmel töltik meg.
Nem tévesztendő össze a túrógombóccal, amely töltetlen, és az esetleges morzsabevonatától eltekintve homogén anyagú, túróval gyúrt tésztából készülő gombóc.

## Elkészítése
Először liszt és főtt burgonya keverékéből tésztát gyúrunk. Miután kinyújtottuk a tésztát, négyzetekre vágjuk, majd mindegyik négyzet közepére (tetszés szerint ízesített, jellemzően cukrozott) túrót, vagy túróval és más tejtermékkel (többnyire tejföllel) kikevert krémet teszünk. A túróval töltött négyzeteket karika alakban meggyúrjuk, úgy, hogy a túró a gombóc közepén legyen. A gombócokat forró vízben kifőzzük, majd zsiradékban (vaj, margarin, zsír, olaj) pirított zsemle- vagy kenyérmorzsában megforgatjuk.
Általában porcukorral vagy édes mártással tálalják.